# 伊勢塚古墳 (中央市)
伊勢塚古墳（いせづかこふん）は、山梨県中央市高部に所在する古墳。形式は円墳である。

## 立地と地理的・歴史的景観
甲府盆地南縁にあたる中央市高部の曽根丘陵上に位置し、一帯には縄文時代から奈良・平安時代にかけての宇山平遺跡が分布する。伊勢塚古墳は中央市大鳥居の王塚古墳等とともに宇山平古墳群を構成する。一帯のかつての小字である「伊勢塚」はこの古墳に因んでつけられているという。尚、市川三郷町の曽根丘陵上にも同名の伊勢塚古墳が存在する。
墳形は円墳であり、東西29メートル、南北27メートル、高さは3メートルである。1992年（平成4年）に行われた高部宇山平遺跡の調査の際に周溝が発見されており、これを基にした築造時の直径は約33メートルであるとされる。
名称が「伊勢塚」となっているのは後世の伊勢信仰によるものと考えられ、現在も墳丘上には磐座が祀られている。伊勢塚古墳は『甲斐国社記・寺記』に「伊勢社」として現れ、同じく高部にある竹輪八幡神社の奉仕社であるとされている。中世・近世は社領として扱われ、今日まで寺領となったことは無い。

## 発掘調査と出土遺物
現代にいたるまで何度か開墾されるなどしており、現在の墳丘は大幅に切り崩された形である。大規模なものでは、1919年（大正8年）の高部青年団による開墾が挙げられ、その際の記念写真が現存している。
既述の通り1992年に周辺で調査が行われ、墳丘の大きさが判明しているものの、墳丘は未調査となっており、内部主体、副葬品などは不明である。築造時期も同様の理由から不明であるが、宇山平一帯は古墳時代前期から中期にかけての政治的中心地である可能性が示唆されており、概ねこの時期と見られている。
現在の伊勢塚古墳は高部区が管理する区有地であり、墳丘を自由に見学することができる。墳丘上にはサクラが植えられており、眺望として甲府盆地の一望が可能である。